# Mellom Skogkledde Aaser
Mellom Skogkledde Aaser è il primo full-length della band norvegese Kampfar. L'album è stato registrato agli X-Ray Studios nel settembre-ottobre 1996. Uscito sotto la Malicious Records nel 1997, nel maggio 2006 è stato ri-pubblicato dalla Napalm Records.

## Tracce
1. Intro – 0:06
2. Valdogg – 8:46
3. Valgalderkvad – 7:49
4. Kledd I Brynje Og Smykket Blodorm – 6:12
5. Hymne – 7:18
6. Bukkeferd – 6:44
7. Naglfar/Ragnarok – 1:40

Le tracce 2 e 3 sono spesso erroneamente chiamate "Baldogg" e "Balgalderkvad" (erroneamente viene confusa la V per una B a causa del font usato nella copertina del CD).

## Line Up
- Dolk - voce e batteria
- Thomas - chitarra e basso